# 菅麻貴子
菅 麻貴子（すが まきこ）は、日本の作詞家。主に演歌の作詞を手がけている。

## 来歴
千葉県茂原市に生まれる。英文タイピストやDTPオペレーターの仕事をしながら。1982年より、詞を書き始める。2002年より作詞家専業としている。

## おもな作品
歌手名 あ行
- 石原詢子
  - 母春秋（作曲：杉本眞人）
- 岩波理恵
  - 振り向かないわ（作曲：杉本眞人）
- 丘みどり  ・播磨のおんな
- 扇ひろ子  ・さすらい女節

か行
- 鹿島ひろ美
  - 　恋のはまゆう（作曲・編曲：野中雄一）

- 金田たつえ
  - 夢螢（作曲：深谷昭）
  - ほたる川（作曲：聖川湧）
  - 夫婦桜（作曲：稲沢祐介）
- 川野夏美  ・蛍月夜
- 北見恭子
  - 浪花の月（作曲：幸斉たけし）

- キム・ヨンジャ
  - 花ふたたび（作曲：水森英夫）
  - 真心歌（作曲：水森英夫）
  - 流氷挽歌（作曲：水森英夫）
  - 酔いあかり

- 黒川真一朗
  - 風の町哀詩（作曲：水森英夫）
  - 夢待ち酒場
  - 月草の宿（作曲：水森英夫）
  - 誰かあいつを知らないか（作曲：水森英夫）
  - 明日に乾杯
  - 下北慕情

・ 瀬口侑希
・恋の舟
た行
- 谷本知美
  - 維新の華（作曲：徳久広司）
  - 大輪の花（作曲：桧原さとし）

- 高倉一朗
  - 呑んだくれ（作曲：徳久広司）
  - 面影傘ん中（作曲：徳久広司）
  - 男の鴎唄（作曲：徳久広司）
  - さすらい挽歌（作曲：徳久広司)
  - 港のカナリア（作曲：徳久広司）
- 髙橋キヨ子  ・ 串本おんな節

な行
- 内藤やす子
  - 新宿はぐれ鳥（作曲：杉本眞人）
  - 夜明けのすずめ（作曲：杉本眞人）

は行
- 花咲ゆき美
  - 泣き癖（作曲：新井利昌）
  - 冬岬 （作曲： 浜圭介）

- 服部浩子
  - さくら さくら（作曲：西條キロク）
  - 倖せ通りゃんせ（作曲：桧原さとし）
  - 余花の雨（作曲：浅野佑悠輝）
  - あんたの酒（作曲：影山時則）
  - 花筏（作曲：桧原さとし）
  - 花燃えて（作曲：影山時則）
  - ひとひらの伝言（作曲：浅野佑悠輝）
  - 炎の川（作曲：岡千秋）

- 氷川きよし
  - 望郷の月（作曲：杜奏太朗）
  - おもかげ峠（作曲：杜奏太朗）
  - 玄海月夜（作曲：宮下健治、編曲：蔦将包）
  - 東京恋始発（作曲：桧原さとし、編曲：前田俊明）
  - 東京夢の街（作曲：桧原さとし）
  - 赤いシャツ着て（作曲：桧原さとし）
  - 影ぼうし（作曲：桧原さとし）
  - 夜汽車（作曲：宮下健治）
  - 望郷しぶき（作曲：宮下健治）
  - 春嵐（作曲：桧原さとし）
  - きよしのよさこい鴎（作曲：桧原さとし）
- 走裕介  ・北列車（作曲：蔦将包）
- 二見颯一  ・昭和恋月夜  ・母恋しぐれ

ま行
- 松尾雄史
  - すず虫（作曲：水森英夫）
  - 湯島慕情（作曲：水森英夫）
  - 俺の花（作曲：水森英夫）
  - 北の旅立ち（作曲：水森英夫）
  - 流れ舟（作曲： 水森英夫）
  - 北の恋酒場（作曲： 水森英夫）
  - オランダ坂に雨が降る（作曲： 水森英夫）
  - 君のふるさと（作曲： 水森英夫）
  - 寒すずめ（作曲： 水森英夫）
  - ひとり横浜（作曲： 水森英夫）

- 三山ひろし ・茜雲
- 美川憲一
  - 明日への橋（作曲：八木架壽人）

- 水田竜子
  - 哀しみのエアポート（作曲：徳久広司）
  - 遊びつかれた子供のように （作曲：徳久広司）

- 水森かおり
  - 雨の恋唄（作曲：弦哲也、編曲：前田俊明）
  - 三陸海岸（作曲：杜奏太朗）
  - カムイワッカ湯の滝（作曲：桧原さとし）
  - 氷見の旅（作曲：徳久広司）
- 水田かおり  ・女の日本海

- 村木弾
  - ぼろろん演歌（作曲：徳久広司、編曲：杉村俊博）

- 森川つくし
  - もしも涙になれたなら…（作曲：杜奏太朗）

や行
- 山内恵介 ・千島海道（作曲：水森英夫）
- 八代亜紀
  - 夢の約束（作曲：徳久広司）

- 山岡浩二
  - 夜霧の空港 （作曲：亜乃庸）

- 山川豊
  - 波止場（作曲：幸斉たけし）
  - 放浪路（作曲：幸斉たけし）
  - 夜空の子守歌（作曲：杜奏太朗）

- 山本譲二
  - ふたり華（作曲：琴五郎）
  - 星よ降れ（作曲：琴五郎）
- 若山かずさ  ・俄か雨  ・春の蝉  ・蛍火の恋

他